# Нечисте силе (ТВ серија)
Нечисте силе је америчка натприродна драмска телевизијска серија коју су креирали Роберт и Мишел Кинг која је премијерно приказана 26. септембра 2019. на CBS-у, пре него што је наставила да се емитује на Paramount+ за следеће сезоне. 
У серији улоге тумачи глумачки ансамбл који предводе Катја Херберс, Мајк Колтер и Асиф Мандви као три особе из веома различитих средина које је Католичка црква задужила да истраже могуће натприродне инциденте.
Серију су продуцирали CBS Studios и King Size Productions. Серија је снимана у Асторији и Бруклину у Њујорку. У мају 2021. потврђено је да ће се серија прећи на Paramount+, где је друга сезона, првобитно добила зелено светло у октобру 2019. а премијерно је приказана 20. јуна 2021. Трећа је премијерно приказана 12. јуна 2022., а серија је обновљена за четврту сезону следећег месеца. Петнаестог фебруара 2024. објављено је да је премијера четврте сезоне заказана за 23. мај 2024. и да ће то бити последња сезона емисије, са укупно 14 епизода.
Серија је добио признање критике, са посебним похвалама за своје перформансе, ликове, писање, режију и фотографију.

## Премиса
Скептичног форензичког психолога др Кристен Бушар (Херберс), католичког свештеника на едукацији Дејвида Акосту (Колтер) и скептика заинтересованог за науку и технологију предузимача Бена Шакира (Мандви) ангажује Католичка црква да истраже наводне натприродне догађаје. Како време пролази, њих троје откривају да су њихови лични животи све више испреплетени са таквим догађајима – и појединцима који стоје иза неких од инцидената, као што је др Лиланд Таунсенд (Мајкл Емерсон), форензички психолог и ангатониста који је опседнут Кристен и њеном породицом.